# Homonyx argentinus
Homonyx argentinus är en skalbaggsart som beskrevs av Gutierrez 1952. Homonyx argentinus ingår i släktet Homonyx och familjen Rutelidae. Inga underarter finns listade i Catalogue of Life.